# Карасьова Наталія Володимирівна
Наталія Володимирівна Карасьова (рос. Наталья Владимировна Карасёва; нар. 30 квітня 1977) — російська футболістка, захисниця, футбольний тренер. Станом на 2021 рік – головний тренер ЖФК «Ростов».

## Життєпис
Вихованка дитячо-юнацької спортивної школи №2 міста Донецька Ростовської області (тренер — О. В. Уваров). У чемпіонаті Росії виступала за команди «Кубаночка», «Енергія» (Воронеж), СКА (Ростов-на-Дону), «Лада», ШВСМ-Ізмайлово та «Росіянка». Грала у чемпіонаті Казахстану за «Алма-КТЖ». За збірну Росії виступила на чемпіонаті світу 1999 року, зіграла всі 4 матчі, забила єдиний за збірну гол у матчі проти збірної Японії (перемога 5:0). Перебувала в заявці на чемпіонат Європи 2001 року.
З 2012 року входила до тренерського штабу клубу «Дончанка». У 2013 році виводила команду на поле в ролі виконуючого обов'язки головного тренера, пізніше затверджено головним тренером на постійній основі. Неодноразова чемпіонка та призер першого дивізіону Росії. У 2013 та 2017 роках «Дончанка» під її керівництвом виступала у найвищому дивізіоні. У 2021 році на базі «Дончанки» було сформовано клуб «Ростов» і Карасьова продовжила працювати головним тренером у новому клубі.